# Befandriana-Avaratra
Befandriana-Avaratra (Bafandriana Nord) est une commune urbaine malgache située dans la partie centre-est de la région de Sofia.

## Géographie
La ville se trouve 86km d'Antsohihy (Chef lieu de la région Sofia) Elle dispose d'un aéroport au nord-ouest de la ville.